# La Roquebrussanne
La Roquebrussanne är en kommun i departementet Var i regionen Provence-Alpes-Côte d'Azur i sydöstra Frankrike. Kommunen ligger i kantonen La Roquebrussanne som tillhör arrondissementet Brignoles. År 2022 hade La Roquebrussanne 2 199 invånare.

## Befolkningsutveckling
Antalet invånare i kommunen La Roquebrussanne
| Referens: INSEE |